# لوكاس ماركيز (لاعب كرة قدم أرجنتيني)
لوكاس ماركيز (بالإسبانية: Lucas Márquez)‏ هو رياضي ولاعب كرة قدم أرجنتيني، ولد في 21 يوليو 1990 في جونين، مقاطعة بوينس آيرس في الأرجنتين. لعب مع سارمينتو دي خونين.